# C'era una volta a New York
C'era una volta a New York (The Immigrant) è un film del 2013 diretto da James Gray.
Il film, con protagonisti Jeremy Renner, Marion Cotillard e Joaquin Phoenix, è stato presentato durante la 66ª edizione del Festival di Cannes.

## Trama
Nel 1921, le sorelle cattoliche polacche Ewa e Magda arrivano a Ellis Island, New York City, come immigrate in cerca di una vita migliore dopo essere fuggite dalla loro casa devastata nella Polonia del dopo Grande Guerra. Magda è in quarantena a causa della tubercolosi. Ewa è quasi espulsa, ma Bruno, che è ebreo e afferma di essere della 'Travellers' Aid Society', nota Ewa e la sua padronanza dell'inglese, corrompe un ufficiale per lasciarla andare e la porta a casa sua. Sapendo che Ewa deve guadagnare denaro per far liberare Magda, Bruno la lascia ballare al teatro Bandits' Roost e la prostituisce. Bruno sviluppa anche un interesse sentimentale per lei.
Ewa cerca i suoi parenti espatriati che vivono a New York, ma lo zio acquisito la consegna alle autorità: dice di aver sentito che si era messa nei guai per comportamenti poco leciti sulla nave dall'Europa e desidera prendere le distanze dal dare rifugio a una prostituta. I poliziotti riportano Ewa a Ellis Island e per lei è prevista nuovamente la deportazione. Mentre si trova a Ellis Island, Ewa assiste a un'esibizione di Emil, il cugino di Bruno, che si guadagna da vivere come illusionista sotto lo pseudonimo di Orlando; dopo lo spettacolo, Orlando le porge una rosa bianca. La mattina dopo Bruno riesce a farla rilasciare.
Ewa incontra di nuovo Emil al 'Bandit's Roost'. L'uomo le chiede di salire sul palco per aiutarlo a leggere i trucchi della mente, ma gli uomini tra il pubblico iniziano a insultarla. La scena si conclude con una rissa tra Bruno ed Emil e con Bruno e le ragazze che vengono licenziate dal teatro. Subito dopo Bruno fa sfilare le sue "colombe" intorno a Central Park per attirare gli uomini a passare la notte con loro. Un altro incontro tra Emil ed Ewa rivela i sentimenti di Emil per lei. Emil si innamora di Ewa, con grande seccatura di Bruno, il che provoca continui e intensi conflitti tra i due uomini. Una violenta lite si conclude con Bruno che viene incarcerato nella notte.
Un giorno, Emil si intrufola nella casa di Bruno per vedere Ewa. Mentre è lì, promette a Ewa di darle i soldi necessari per liberare sua sorella in modo che possano lasciare New York insieme. Per coincidenza, poco dopo aver fatto tale promessa, Emil si nasconde mentre Bruno ritorna. Anche Bruno fa una promessa a Ewa: organizzerà per lei un incontro con la sorella. Emil tuttavia interrompe Bruno, mentre estrae una pistola scarica e la punta contro Bruno. Emil preme il grilletto solo per spaventarlo, ma il suo tentativo di intimidire Bruno gli si ritorce contro, poiché Bruno lo pugnala a morte per apparente legittima difesa.
Superando lo shock e l'angoscia della morte, Bruno ed Ewa scaricano il corpo di Emil per strada di notte per evitare indagini indesiderate della polizia, ma alla polizia viene detto da un'altra prostituta con cui Ewa aveva avuto discussioni che Ewa ha ucciso Emil. Bruno nasconde Ewa alla polizia, che poi lo pesta a sangue e lo deruba di un grosso fascio di banconote che Bruno aveva addosso. Ewa scopre che Bruno aveva abbastanza soldi per pagare il rilascio di sua sorella per tutto il tempo, ma glieli nascondeva perché non voleva che lei lo lasciasse. Bruno afferma di aver cambiato idea e aiuterebbe Ewa e sua sorella se avesse dei soldi. Ewa stabilisce un altro contatto con sua zia, supplicandola con successo di darle il denaro per Magda. Con esso, Bruno paga il suo contatto a Ellis Island per liberare la sorella di Ewa e dà loro due biglietti per la California. Ewa e Magda se ne vanno, mentre Bruno, pentito, rimane a New York, con l'intenzione di confessare alla polizia l'omicidio di Emil.

## Produzione
Il budget del film è stato di circa 16,5 milioni di dollari, mentre le riprese sono state effettuate interamente a New York.

## Distribuzione
La pellicola è stata presentata in concorso alla 66ª edizione del Festival di Cannes e successivamente distribuito nelle sale cinematografiche francesi a partire dal 27 novembre 2013.

### Divieto
Il film viene vietato ai minori di 18 anni negli Stati Uniti d'America per la presenza di contenuti sessuali e nudità.

## Riconoscimenti
- 2013 - Festival di Cannes
  - Candidatura per la Palma d'oro a James Gray
- 2015 - Independent Spirit Awards
  - Candidatura per la miglior attrice protagonista a Marion Cotillard
  - Candidatura per la miglior fotografia a Darius Khondji
- 2014 - Boston Society of Film Critics Award
  - Miglior attrice protagonista a Marion Cotillard
- 2014 - New York Film Critics Circle Awards
  - Miglior attrice protagonista a Marion Cotillard
  - Miglior fotografia a Darius Khondji
- 2015 - American Society of Cinematographers
  - Candidatura per lo Spotlight Award a Darius Khondji
- 2013 - Chicago International Film Festival
  - Candidatura per il premio del pubblico al miglior film
- 2015 - National Society of Film Critics Awards
  - Miglior attrice a Marion Cotillard
  - Candidatura per la miglior fotografia a Darius Khondji
- 2013 - New York Film Festival
  - Candidatura per il miglior film
- 2015 - SESC Film Festival
  - Miglior attrice straniera a Marion Cotillard
- 2015 - Vancouver Film Critics Circle
  - Candidatura per la miglior attrice a Marion Cotillard
- 2015 - Críticos de Cinema Online Portugueses Awards
  - Candidatura per la miglior attrice a Marion Cotillard
  - Candidatura per la miglior scena o sequenza (la scena finale) a Marion Cotillard e Joaquin Phoenix
  - Candidatura per i migliori valori di produzione
- 2013 - Gent International Film Festival
  - Candidatura per il Gran Premio al miglior film
- 2014 - Indiewire Critics' Poll
  - Candidatura per la miglior attrice protagonista a Marion Cotillard
  - Candidatura per la miglior fotografia a Darius Khondji
- 2013 - Munich Film Festival
  - Candidatura per il miglior film internazionale
- 2014 - Newport Beach Film Festival
  - Miglior regista a James Gray
  - Miglior cast
- 2014 - Toronto Film Critics Association Awards
  - Miglior attrice a Marion Cotillard